# Нестеренко, Валерий Иванович
Вале́рий Ива́нович Нестере́нко (14 апреля 1945, Хороль, Приморский край, СССР — 9 мая 2017) — российский государственный и политический деятель, депутат Государственной Думы ФС РФ первого созыва (1993—1995).

## Биография
В 1973 году получил высшее образование по специальности «правовед» в Дальневосточном государственном университете. С 1978 по 1978 проходил службу в Управлении внутренних дел Приморского края. С 1978 по 1982 год работал в управлении «Приморскрабгаз» главным механиком, с 1982 по 1985 год — в Дальневосточном управлении курортов главным инженером автобазы управления. С 1985 по 1987 год работал на базе «Владивостокагроснабсбыт» заместителем директора. С 1987 по 1991 год работал на Спасском заводе строительных материалов, начальником автоколонны, заместителем директора завода. С 1991 по 1993 год работал директором Государственного природного заповедника «Ханкайский». С 1993 года — начальник Управления Пенсионного фонда РФ по Уссурийскому району и городу Уссурийск.
В 1993 году был избран депутатом Государственной думы Федерального Собрания Российской Федерации первого созыва от Арсеньевского одномандатного избирательного округу № 50 Приморского края. В Государственной думе был заместителем председателя Комитета по экологии, входил во фракцию ДПР, а затем в депутатскую группу «Стабильность».
В 1996—1998 годах, покинув Госдуму, вновь стал директором Ханкайского заповедника. После 1998 года работал в различных государственных структурах.

## Законотворческая деятельность
За время исполнения полномочий депутата Государственной думы I созыва был соавтором Водного кодекса Российской Федерации.
В 1995 году внёс на обсуждение Госдумы проект закона «Об особо охраняемых природных территориях», который впоследствии был принят, что заложило правовую основу для деятельности заповедников и национальных парков в России.